# Eucheilota minima
Eucheilota minima is een hydroïdpoliep uit de familie Lovenellidae. De poliep komt uit het geslacht Eucheilota. Eucheilota minima werd in 1984 voor het eerst wetenschappelijk beschreven door Bouillon. 